# Klíngon (idioma)
|  | Aquest article tracta sobre la llengua klíngon. Vegeu-ne altres significats a «Klíngons». |

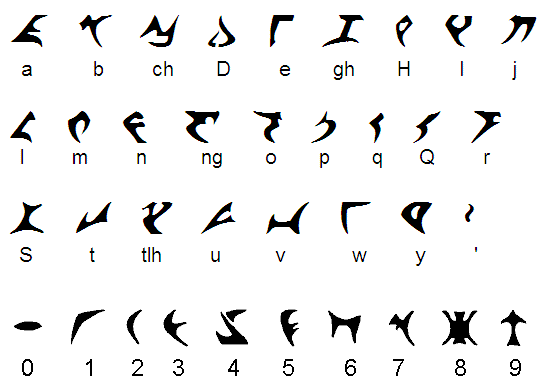
Alfabet klingon.

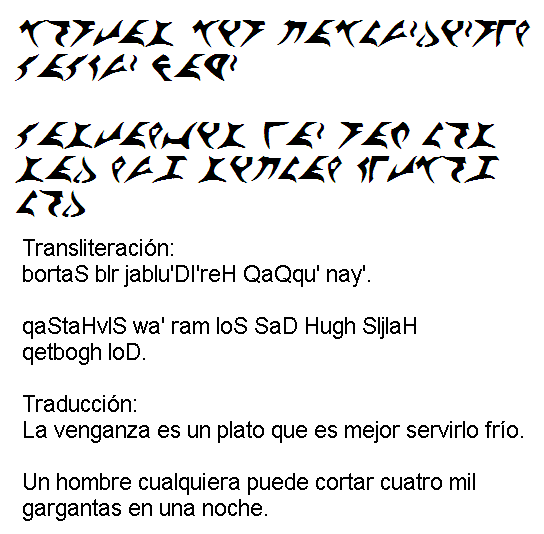
Frases d'exemple en pIqaD del KLI

L'idioma klíngon (tlhIngan Hol en klíngon) és una llengua artificial creada per Marc Okrand per a Paramount Pictures i parlada pels klíngons a l'univers de ficció de Star Trek. Va ser dissenyat amb l'ordre objecte-verb-nom per donar-li un aire exòtic. El klíngon és similar en certs aspectes a les llengües ameríndies. El so bàsic, a més d'unes poques paraules, van aparèixer per primer cop a Star Trek: La pel·lícula de Robert Wise; la pel·lícula va ser el primer cop que la llengua se sentia a la pantalla, ja que totes les intervencions prèvies dels klíngons havien estat originalment en anglès.
El cercador Google té una versió en klíngon de la seva interfície. La Viquipèdia també va tenir una versió en klingon, posteriorment moguda a Wikia.